# Rutebeuf
Rutebeuf, ou Rustebuef (ca. 1245 - 1285) foi um trovador medieval, nascido na primeira metade do século XIII, possivelmente em Champanhe (ele descreve conflitos em Troyes em 1249); de origem humilde era um parisiense em educação e residência. Seu nome não é mencionado em nenhum lugar por seus contemporâneos. Ele frequentemente escreve no verso a palavra "Rutebeuf", que provavelmente era um nome de guerra ("pseudônimo" usado por soldados), e é várias vezes explicado por ele como derivado de "rude boeuf e  rude oeuvre  ("boi grosseiro" ou "obra rústica"). Paulin Paris pensou que começou a vida no posto mais baixo da profissão de menestrel como um malabarista e músico. Alguns de seus poemas têm valor autobiográfico. Em "Le Mariage de Rutebeuf", ele diz que no dia 2 de janeiro de 1261 casou-se com uma mulher velha e feia, sem dote nem amabilidade. 
No "Complainte de Rutebeuf" ele detalha uma série de infortúnios que o reduziram a miséria. Nessas circunstâncias, ele se dirige a Afonso, conde de Poitiers, irmão de Luís IX da França, para conseguir ajuda. Outros poemas na mesma linha revelam que suas próprias circunstâncias miseráveis eram principalmente devido ao amor a jogos, particularmente um jogo jogado com dados, que era conhecido como griesche. Parece que sua angústia não poderia ser devido à falta de patronos, por sua métrica em Life of Saint Elizabeth of Hungary, foi escrita por solicitação de Erardo de Valéry, que quis apresentá-la a Isabel, rainha de Navarra. Ele escreveu elegias sobre as mortes de Anceau de l'Isle Adam, que morreu em cerca de 1251, Eudo, conde de Nevers (morreu em 1267), Teobaldo II de Navarra (morreu em 1270), e Afonso, conde de Poitiers (morreu em 1271), que foram pagos provavelmente pelas famílias dos personagens comemorados. No "Pauvreté de Rutebeuf", dirige-se a Luís XI.
O melhor trabalho de Rutebeuf pode ser encontrado em suas sátiras e contos de verso. Le Miracle de Théophile é uma das primeiras peças dramáticas existentes em francês. O personagem é de Teófilo de Adana, monge que fez um pacto com o diabo, que depois lhe foi devolvido pela intervenção de Maria, a mãe de Jesus, era familiar aos contadores de histórias da Idade Média. Rutebeuf não pode reivindicar nenhuma antecedência na escolha do assunto, que foi tratado dramaticamente na peça Latin atribuída à freira Hroswitha de Gandersheim, mas sua peça tem uma importância considerável na história dramática.

## Trabalhos
As "Obras" de Rutebeuf foram editadas por Achille Jubinal em 1839 (nova edição, 1874), uma edição mais crítica foi feita por Dr. Adolf Kressner ("Rustebuefs Gedichte", Wolfenbüttel, 1885). Pode ser visto também o artigo de Paulin Paris em Hist. lit. de la France(1842) e "Rutebeuf" (1891), de M. Leon Cledat, na "Grands Ecrivains francais Series".